# 335 TCN
335 TCN là một năm trong lịch La Mã.